# Maria Sylvia Zanella Di Pietro
Maria Sylvia Zanella di Pietro (17 de junho de 1943) é uma escritora e professora universitária brasileira. Foi Procuradora do Estado de São Paulo. Professora titular aposentada do curso de graduação em direito da Universidade de São Paulo, atualmente, é professora de direito administrativo do Programa de Pós-Graduação da Faculdade de Direito do Largo de São Francisco, da mesma universidade.

## Carreira
Di Pietro é mestre (1971-1973) e doutora em direito (1977-1982) pela Universidade de São Paulo (USP), ambos os títulos sob orientação de José Cretella Júnior. Em novembro de 1984, tornou-se professora doutora da Universidade de São Paulo, vindo a obter, nesta casa, em 1988, o título de livre-docência com a tese "Da aplicação do direito privado no direito administrativo". Membro da Congregação da Faculdade de Direito da USP desde 1991, Di Pietro foi chefe do Departamento de Direito do Estado dessa faculdade de 2006 a 2009.
Seu livro Direito Administrativo tem mais de 35 edições, sendo uma referência da área jurídica e administrativa.
Em 1970 foi nomeada Procuradora do Estado de São Paulo, cargo no qual auferiu o prêmio "Procurador do Ano", conferido pela Associação dos Procuradores do Estado de São Paulo em 1999. Di Pietro também integrou a comissão de juristas que elaborou a lei de normas gerais de processo administrativo da União Federal (Brasil).
Em 2022 recebeu o título de Doutora Honoris Causa da Universidade Federal de Goiás (UFG).

## Livros
Autora de diversas obras jurídicas voltadas à Disciplina de Direito Administrativo, com destaque para as seguintes:
- Direito administrativo. São Paulo: Atlas, 1990. 28 ed, 2014. 1008p
- Parcerias na administração pública: concessão, permissão, franquia, terceirização, parceria público-privada e outras formas. 10. ed. São Paulo: Atlas, 2015. 496p.
- Direito Administrativo: Pareceres. 28. ed. Rio de Janeiro: Forense, 2015. 609p.
- Uso privativo de bem público por particular. 2. ed. São Paulo: Atlas, 2010. v.1. 310p.
- Supremacia do interesse público e outros temas relevantes do direito administrativo. 1.ed. São Paulo: Atlas, 2010. v.1. 411p.
- Servidão administrativa. São Paulo: Revista dos Tribunais, 1978. 167 p.
- Uso privativo de bem público por particular. São Paulo: Revista dos Tribunais, 1983. 139 p.
- Do direito privado na administração pública. São Paulo: Atlas, 1989. 175 p.
- Discricionariedade administrativa na Constituição de 1988. São Paulo: Atlas, 1991. 180 p.
- Temas polêmicos sobre licitações e contratos. São Paulo: Malheiros, 1994. 169 p. (em co-autoria)
- Estatuto da cidade: comentários à Lei Federal 10.257/2001. São Paulo: Malheiros, 2002. 440 p. (em co-autoria)